# جلام ميتال
الجلام ميتال (بالإنجليزية: Glam metal)‏ هو نتيجة اختلاط موسيقى البوب بخفتها وشعبيتها بموسيقي الميتال ويعتبر هذا النوع الأكثر شيوعا بالثمانينات وأغاني هذا النوع موسيقي تستخدم تقنيات الميتال بالهام من موسيقي البوب.
وهذا النوع من الموسيقي منحسر الآن بتاثير سيطره الديث والغوثيك ميتال ولتشابهه بالبوب روك

## الفرق الموسيقية
ومن أهم فرق هذا النوع المؤسسة له
- Def Leppard
- Bon Jovi
- Mötley Crüe
- Cindrella
- W.A.S.P
- Gun's 'N' Roses
- Twisted Sister
- Angel
- Starz
- Legs Diamond
- Gorky Park
- Whitesnake [5]
- Alice Cooper [5]